# Actinothoe sanmatiensis
Actinothoe sanmatiensis is een zeeanemonensoort uit de familie Sagartiidae. De anemoon komt uit het geslacht Actinothoe. Actinothoe sanmatiensis werd in 1893 voor het eerst wetenschappelijk beschreven door McMurrich. 